# 118P/Shoemaker-Levy
118P/Shoemaker-Levy lub 118P/Shoemaker-Levy 4 – kometa krótkookresowa, należąca do rodziny Jowisza.

## Odkrycie
Kometa została odkryta 9 lutego 1991 roku w Obserwatorium Palomar w Kalifornii. Jej odkrywcami jest trójka astronomów Carolyn Shoemaker, Eugene Shoemaker oraz David Levy.

## Orbita komety
Orbita komety 118P/Shoemaker-Levy ma kształt elipsy o mimośrodzie 0,43. Jej peryhelium znajduje się w odległości 1,98 j.a., aphelium zaś 4,95 j.a. od Słońca. Jej okres obiegu wokół Słońca wynosi 6,44 roku, nachylenie orbity do ekliptyki to wartość 8,5˚.
Obiektu tego nie należy mylić z kometą Shoemaker-Levy 9, która rozpadła się i zderzyła z Jowiszem.